# WASP-84
Désignations
WASP-84, également désignée BD+02 2056, est une étoile de la constellation de l'Hydre. Sa magnitude apparente est de 10,83 et nécessite donc un instrument tel qu'un télescope pour être observée. D'après la mesure de sa parallaxe annuelle par le satellite Gaia, l'étoile est distante d'environ ∼ 327 a.l. (∼ 100 pc) de la Terre. Elle s'en rapproche à une vitesse radiale héliocentrique de −12 km/s. Elle possède deux exoplanètes connues en 2024.

## Propriétés
WASP-84 est une étoile naine jaune de type spectral G9V ou une naine orange de type spectral K0V. Sa température de surface est de 5 350 K et elle est légèrement enrichie en métaux par rapport au Soleil, avec un indice de métallicité [Fe/H] = +0,05. Elle apparaît notamment enrichie en carbone mais appauvrie en oxygène. L'étoile possède un rayon anormalement petit, ce qui pourrait s'expliquer soit par la surabondance inhabituelle en hélium qu'on lui a détecté, soit parce qu'elle est encore très jeune.
Une étude de 2015 dont l'objectif était de trouver des compagnons stellaires proches d'étoiles possédant des exoplanètes n'a pas détecté de compagnon pour WASP-84.

## Système planétaire
En 2013, une première exoplanète, désignée WASP-84 b, est découverte grâce à la méthode des transits par le projet SuperWASP. Elle présente une orbite courte et circulaire de 8,52 jours autour de WASP-84. Cette orbite est bien alignée avec le plan équatorial de l'étoile. La planète est un Jupiter chaud qui ne peut pas s'être formé à sa position actuelle et qui a donc migré depuis l'extérieur du système. La température d'équilibre à sa surface est de 832 ± 13 K.
En 2023, une deuxième planète est découverte en orbite autour de WASP-84. Désignée WASP-84 c, elle apparaît être une planète rocheuse dense malgré sa masse élevée, comparable à celle d'Uranus. Sa période orbitale, de seulement 1,45 jour, est encore plus courte que celle de WASP-84 b.
| Planète | Masse            | Demi-grand axe (ua) | Période orbitale (jours)             | Excentricité | Inclinaison          | Rayon            |
| ------- | ---------------- | ------------------- | ------------------------------------ | ------------ | -------------------- | ---------------- |
| c       | 15,2+4,5 −4,2 M🜨 | 0,023 59 ± 0,001 00 | 1,446 884 9+0,000 002 2 −0,000 001 6 | —            | 83,20+0,51 −0,49°    | 1,95 ± 0,12 R🜨   |
| b       | 0,692 ± 0,058 MJ | 0,077 8 ± 0,002 1   | 8,523 496 48(60)                     | < 0,077      | 88,292+0,045 −0,042° | 0,956 ± 0,024 RJ |